# هولي كوك (مغنية)
هولي كوك (بالإنجليزية: Hollie Cook)‏ هي مغنية بريطانية، ولدت في 1986 في لندن في المملكة المتحدة.

## وصلات خارجية
- الموقع الرسمي
- هولي كوك على موقع ميوزك برينز (الإنجليزية)
- هولي كوك على موقع ديسكوغز (الإنجليزية)